# Negeri Pakuan
Negeri Pakuan is een bestuurslaag in het regentschap Ogan Komering Ulu van de provincie Zuid-Sumatra, Indonesië. Negeri Pakuan telt 3305 inwoners (volkstelling 2010).